# Lezama
Lezama város Spanyolországban,  Bizkaia tartományban. Lezama Zamudio, Gamiz-Fika, Larrabetzu és Galdakao községekkel határos. Lakosainak száma 2459 fő (2024).

## Népesség
A település népessége az utóbbi években az alábbiak szerint változott:
| Lakosok száma | 2141 | 2223 | 2411 | 2465 | 2476 | 2432 | 2390 | 2412 | 2477 | 2459 |
|               | 2001 | 2004 | 2007 | 2009 | 2012 | 2014 | 2017 | 2019 | 2022 | 2024 |